# Powaqqatsi
Série Trilogie des Qatsi
Koyaanisqatsi
(1982) Naqoyqatsi
(2002)
Pour plus de détails, voir Fiche technique et Distribution.
Powaqqatsi est un film américain réalisé par Godfrey Reggio en 1988, mis en musique par Philip Glass et produit par Francis Ford Coppola et George Lucas. Il s'agit du second volet de la trilogie des Qatsi.

## Synopsis
Le film commence par des images très dures de centaines de travailleurs travaillant dans la mine d'or à ciel ouvert de la Serra Pelada au Brésil, portant sur leur dos en terrain escarpé de lourds sacs, sur une musique rythmée et aride. Le titre du générique défile alors.
Le reste du film va osciller autour de trois pôles récurrents :
1. La vie simple, mais harmonieuse de plusieurs peuples du monde avant que ceux-ci ne soient au contact avec la technologie : activités traditionnelles sous toutes les latitudes, que l'on devine façonnées par des siècles ou des millénaires de pratique.
2. Des images de séduction, majoritairement d'origine publicitaire, vantant quelques charmes de la vie à l'occidentale et se superposant aux premières.
3. Des scènes symbolisant la vie qui résulte de la transition en cours : certaines reflètent simplement l'inégalité ou les effets secondaires pénibles de l'industrialisation (l'image du jeune garçon qui disparaît dans les fumées d'échappement d'un poids lourd constitue un rappel à la scène de dégagement de poussière marquant le début de la séquence « technologique » de Koyaanisqatsi), d'autres carrément le désespoir, mais un désespoir d'une autre nature que celui de ce premier film, car motivé par la destruction d'une culture et non par le simple vide des existences.

Conformément aux principes de la trilogie, le film ne se veut ni directement politique au sens traditionnel du terme, ni moralisateur. Il se contente de présenter, en évitant la caricature (des aspects positifs du changement sont également montrés), le monde vu par les yeux des réalisateurs, et laissent le spectateur libre de mener sa propre réflexion.
Philip Glass s'est beaucoup plus engagé dans Powaqqatsi que dans le premier film. Il en a été de même pour Godfrey Reggio, en raison de la grande variété de cultures à représenter : asiatique, arabo-musulmane, africaine, sud-américaine,... L'inspiration des thèmes traditionnels est évidente, la touche finale de Philip Glass conférant l'unité de temps du film.

## Signification du titre
Voir les explications dans l'article consacré à la trilogie des Qatsi.

## Fiche technique
- Titre : Powaqqatsi
- Réalisation : Godfrey Reggio
- Scénario : Godfrey Reggio et Ken Richards
- Photo : Graham Berry, Leonidas Zourdoumis
- Musique : Philip Glass
- Producteur : Francis Ford Coppola, George Lucas, Godfrey Reggio et al.
- Distribution : Cannon Group (États-Unis)
- Pays d’origine : États-Unis
- Langue : anglais, hopi
- Durée : 99 minutes
- Dates de sortie :
  - 1988
  - Allemagne de l'Ouest 20 février 1988 (Berlin International Film Festival)
  - Belgique : 17 novembre 1988 (Gand)

## Distribution
- Christie Brinkley (images d'archives)
- David Brinkley (images d'archives)
- Patrick Disanto : lui-même
- le pape Jean-Paul II (images d'archives)
- Dan Rather (images d'archives)
- Cheryl Tiegs (images d'archives)

## Musique
Philip Glass composa Serra Pelada après avoir vu des images et regardé un reportage sur la condition des mineurs de ce site. L'œuvre était déjà composée lorsque Godfrey Reggio tourna les images sur le site ainsi il pouvait écouter la musique tout en filmant les scènes. Cette composition est proche d'une samba et le chœur (Scoro Juvenil Hispano) ajoute un effet festif supplémentaire. Le contraste entre la musique et les images du film devient très saisissant.
Foday Musa Suso intervient dans deux compositions où il joue de la Kora (Mr. Suso Part 1 et 2). Ami de Glass, il a joué également dans Music for The Screens et Orion.
La bande originale fut publiée sous le label Nonesuch Records en 1988. Elle est jouée par le Philip Glass Ensemble sous la direction de Michael Riesman. Sont également crédités Foday Musa Suso, Shaikh Faty Mady, Albert DeRutter, Joe Passaro, Sue Evans, Roger Squitero, Valerie Naranjo et la chorale Coro Juvenil Hispano.
1. Serra Pelada (5:02)
2. The Title (0:23)
3. Anthem Part 1 (6:22)
4. That Place (4:41)
5. Anthem Part 2 (3:48)
6. Mosque And Temple (4:42)
7. Anthem Part 3 (8:11)
8. Train To São Paulo (3:04)
9. Video Dream (2:14)
10. New Cities In Ancient Lands, China (2:47)
11. New Cities In Ancient Lands, Africa (2:56)
12. New Cities In Ancient Lands, India (4:42)
13. The Unutterable (7:02)
14. Caught! (7:20)
15. Mr. Suso Part 1 (1:08)
16. From Egypt (3:23)
17. Mr. Suso Part 2 With Reflection (1:18)
18. Powaqqatsi (4:35)